# 8984 Derevyanko
8984 Derevyanko (1977 QD3) là một tiểu hành tinh vành đai chính được phát hiện ngày 22 tháng 8 năm 1977 bởi N. S. Chernykh ở Đài vật lý thiên văn Crimean.